# 파스칼 추버뷜러
파스칼 추버뷜러(독일어: Pascal Zuberbühler, 1971년 1월 8일, 프라우엔펠트 ~ )는 스위스의 은퇴한 축구 선수로, 포지션은 골키퍼였다.
풀럼 이전에는 스위스 슈퍼리그의 그라스호퍼 클럽 취리히, FC 바젤, FC 아라우 (임대), 뇌샤텔 크사막스, 독일 분데스리가의 바이어 04 레버쿠젠, 잉글랜드의 웨스트 브로미치 앨비언 FC에서 선수 생활을 했으며, 스위스 슈퍼리그에서 활약하던 시절에는, 스위스 슈퍼리그 우승 6회, 스위스 챌린지 리그 (스위스 2부 리그) 우승 1회, 스위스컵 우승 3회의 영예를 차지하였다.
스위스 축구 국가대표팀에서는 1994년부터 2008년까지 51경기에 출전했으며, UEFA 유로 2004, 2006년 FIFA 월드컵, UEFA 유로 2008에서 스위스의 골키퍼로 활약하였다.
2006년 FIFA 월드컵에서는 프랑스, 토고, 대한민국과의 조별 리그 경기에서 무실점을 기록하며 팀의 16강 진출에 공헌했으나, 우크라이나와의 경기에서 무실점 승부차기 패배를 하는 바람에, 스위스는 FIFA 월드컵 사상 최초로 무실점으로 탈락하였다.